# L'Ambitieux (film)
Pour les articles homonymes, voir L'Ambitieux.
Pour plus de détails, voir Fiche technique et Distribution.
L'Ambitieux (titre original : L'ambizioso) est un poliziottesco italien réalisé par Pasquale Squitieri, sorti en 1975.

## Synopsis
L'orgueil d'un jeune contrebandier, qui s'est enfui de Naples pour ne pas subir la vengeance d'un patron de la pègre, l'amène à retourner à la ville après son « exil » à Rome. Mais la vengeance sera sans pitié, et coûtera la vie au jeune malfrat.

## Fiche technique
- Date de sortie : 
  - Italie : 1975
  - France : 23 janvier 1980[1]

## Distribution
- Joe Dallesandro : Aldo
- Stefania Casini : Luciana
- Raymond Pellegrin : Don Enrico
- Benito Artesi : Ciriaco
- Ferdinando Murolo : Carlo
- Tony Askin : l'homme dans le train
- Giovanni Cianfriglia : Gianni
- Lorenzo Piani : Bernard